# Brachycythara alba
Brachycythara alba é uma espécie de gastrópode do gênero Brachycythara, pertencente a família Mangeliidae.